# Brandon Goodwin
Brandon Goodwin (ur. 2 października 1995) – amerykański koszykarz, występujący na pozycji rozgrywającego, od 2023 zawodnik Westchester Knicks.
W 2013 został wybrany najlepszym zawodnikiem szkół średnich stanu Georgia, klasy 6A (Georgia 6A Player of the Year), notując 15,5 punktu, 6,3 zbiórki, 5,3 asysty i 1,8 przechwytu i prowadząc drużynę Norcross HS do mistrzostwa stanu klasy 6A (27-6). Został zaliczony do I składu najlepszych zawodników stanu przez Georgia Sportswriters Association. Tytułami zawodnika roku nagrodziły go także Gwinnett Daily i Atlanta Journal Constitution.
W 2018 reprezentował Memphis Grizzlies podczas letniej ligi NBA w Las Vegas i Salt Lake City.
10 grudnia 2018 został zwolniony przez Denver Nuggets. 16 grudnia 2018 podpisał kolejną umowę z tym samym klubem.
6 sierpnia 2019 zawarł kontrakt z Atlantą Hawks na występy zarówno w NBA, jak i zespole G-League – College Park Skyhawks.
31 grudnia 2021 podpisał 10-dniową umowę z Cleveland Cavaliers. 19 października 2023 dołączył do New York Knicks. 9 listopada 2023 został po raz kolejny w karierze zawodnikiem Westchester Knicks.

## Osiągnięcia
Stan na 12 listopada 2023, na podstawie, o ile nie zaznaczono inaczej.
NCAA
- Uczestnik turnieju NCAA (2017)
- Mistrz:
  - turnieju konferencji Atlantic Sun (2017)
  - sezonu regularnego Atlantic Sun (2017, 2018)
- Zawodnik roku Atlantic Sun (2018)[10]
- Najlepszy nowo-przybyły zawodnik Atlantic Sun (2017)
- MVP turnieju Atlantic Sun (2017)
- Zaliczony do:
  - I składu:
    - Atlantic Sun (2017, 2018)
    - turnieju Atlantic Sun (2017, 2018)

  - składu All-American Honorable Mention (2018 przez Associated Press
- Zawodnik tygodnia Atlantic Sun (20.02.2017, 11.12.2017, 22.01.2018)
- Najlepszy nowo-przybyły zawodnik tygodnia Atlantic Sun (21.11.2016, 12.12.2016, 9.01.2017, 30.01.2017, 6.02.2017, 20.02.2017)
- Lider Atlantic Sun w liczbie[11]:
  - rozegranych minut (1135 – 2018)
  - celnych (223) i oddanych (474) rzutów z gry (2018)